# Rafael Manuel Cansinos
Rafael Manuel Cansinos (Madrid, España, 9 de diciembre de 1958) es hijo del escritor Rafael Cansinos Assens y fundador de la Fundación-Archivo Rafael Cansinos Assens.

## Trayectoria
Diseñador gráfico y  editor ha dedicado buena parte de su vida a la recuperación de la figura y obra de su padre. Fue subdirector de la revista del  Ministerio de Cultura Poesía, Revista Ilustrada de Información Poética y codirector de Árdora Ediciones. 
Autor de la biografía Rafael Cansinos Assens, adalid de la modernidad , ha realizado numerosas ediciones tanto de obra original como de traducciones de Cansinos Assens, entre las que destaca la que realizó en 1985 para Alianza Editorial de la obra inédita La novela de literato, en tres volúmenes, que se convirtió en un clásico de la literatura  memorialística en España.
En 2021 comenzó la edición revisada de las Obras Completas de  Dostoyevski en traducción de RCA con el volumen I titulado Fiódor Mijáilovich Dostoyevski, el novelista de lo subconsciente: Biografía y estudio crítico, habiendo sido ya publicadas varias de las obras del genio ruso en Arca Ediciones.
Completa esta labor divulgadora con conferencias en España y en el extranjero  y artículos en publicaciones periódicas.